# Buzitka
Buzitka (hongrois : Bozita) est un village de Slovaquie situé dans la région de Banská Bystrica.

## Histoire
La première mention écrite du village date de 1350.
La localité fut annexée par la Hongrie après le premier arbitrage de Vienne le 2 novembre 1938. En 1938, on comptait 198 habitants. Elle faisait partie du district de Lučenec (hongrois : Losonci járás). Le nom de la localité avant la Seconde Guerre mondiale était Bozita. Durant la période 1938 - 1945, le nom hongrois Bozita était d'usage. À la libération, la commune a été réintégrée dans la Tchécoslovaquie reconstituée.

## Démographie

### Évolution de la population
| Année:               | 1994. | 2004.   | 2014.   | 2024.   |
| -------------------- | ----- | ------- | ------- | ------- |
| Nombre de personnes: | 542   | 508     | 503     | 453     |
| Différence:          |       | -6,27 % | -0,98 % | -9,94 % |

| Année:               | 2023. | 2024.   |
| -------------------- | ----- | ------- |
| Nombre de personnes: | 454   | 453     |
| Différence:          |       | -0,22 % |